# مسعود رایگان
مسعود رایگان (زاده ۱ بهمن ۱۳۳۳) بازیگر اهل ایران است. او دارای مدرک کارگردانی تئاتر از دانشکده هنرهای دراماتیک است.

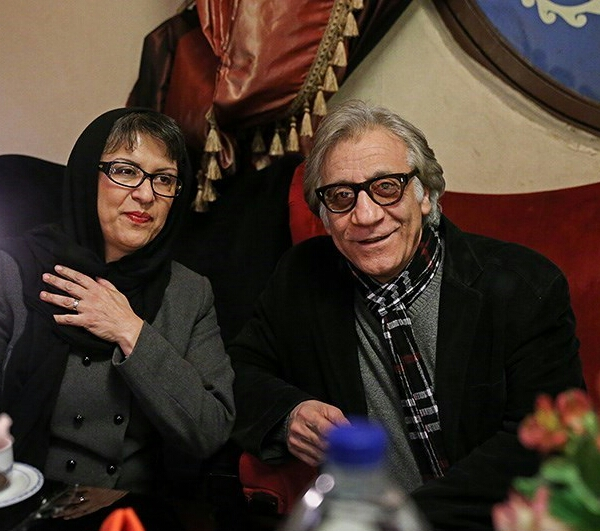
مسعود رایگان و همسرش، دی ۱۳۹۳

وی همسر رؤیا تیموریان است. مسعود رایگان چند سالی را در اروپا و کشور سوئد به بازیگری پرداخت، ولی در سال ۱۳۸۰ به ایران بازگشت. نام مسعود رایگان با فیلم خاموشی دریا بر سر زبان‌ها افتاد اما خیلی دور، خیلی نزدیک او را به شهرت رساند؛ به طوری که جایزه جشن‌خانه سینما را برای بازی در این فیلم از آن خود کرد. وی همچنین کاندیدای دریافت سیمرغ بلورین بهترین بازیگر نقش اول مرد در بیست و سومین دوره جشنواره فیلم فجر، برای بازی در این فیلم شده است. وی همچنین در سی و یکمین جشنواره فیلم فجر نامزد دریافت جایزه بهترین بازیگر نقش مکمل مرد برای فیلم برلین منفی ۷ گردید.

## زندگی‌نامه
رایگان هنرپیشگی را از کودکی و با پرده‌خوانی در کارهای پدرش آغاز کرده است، بعدها در سال‌های ۱۳۵۱ و ۱۳۵۲ در فیلمی از مرتضی جزایری بازی کرد. در سال‌های ۱۳۵۹ و ۱۳۶۰ با چند برنامه تلویزیونی همکاری کرد و سپس به سوئد رفت. وی علاوه بر تحصیل در مدرسه فیلم سوئد با مراکز اینترنشنال کالچر، فرهنگ ملل و تئاتر شهر، تئاتر ملی، تئاتر اوروبرد، تئاتر القبر همکاری کرد و برنامه‌ای تحت عنوان دست‌های روشن برای شبکه ۲ تلویزیون سوئد کارگردانی کرد، همچنین در فیلمی از سوزان اوستن کارگردان برادران آمادتوس، تحت عنوان زندگی خطرناک بازی کرد و همچنین در چهار مجموعه تلویزیونی در سوئد نقش‌آفرینی کرد. رایگان سال ۱۳۸۰ به دعوت وحید موسائیان به ایران آمد و در فیلم خاموشی دریا بازی کرد. او بار دیگر به دعوت رضا میرکریمی به ایران آمد و در نقش اول فیلم خیلی دور، خیلی نزدیک، ساخته رضا میرکریمی بازی کرد.

## جوایز و افتخارات
نامزد بهترین بازیگر نقش اول مرد در بیست و سومین جشنواره فیلم فجر برای فیلم 《خیلی دور خیلی نزدیک》
برنده تندیس بهترین بازیگر نقش اول مرد در نهمین جشن خانه سینما برای فیلم 《خیلی دور خیلی نزدیک》
نامزد بهترین بازیگر مرد سینما در نهمین جشن دنیای تصویر برای فیلم《خیلی دور خیلی نزدیک》
نامزد بهترین بازیگر نقش اول مرد در بیست و پنجمین جشنواره فیلم فجر برای فیلم《خون بازی》
نامزد بهترین بازیگر مرد در دهمین جشن دنیای تصویر برای فیلم 《خون بازی》
نامزد بهترین بازیگر نقش اول مرد در بیست و هفتمین جشنواره فیلم فجر برای فیلم 《زادبوم》
نامزد بهترین بازیگر نقش اول مرد در سومین جشن منتقدان و نویسندگان سینمای ایران برای فیلم 《زادبوم》
نامزد بهترین بازیگر نقش مکمل مرد در سی و یکمین جشنواره فیلم فجر برای فیلم 《برلین -۷》

## فیلم‌شناسی

### سینمایی
| سال  | نام فیلم             | کارگردان                        |
| ---- | -------------------- | ------------------------------- |
| ۱۳۸۰ | خاموشی دریا          | وحید موسائیان                   |
| ۱۳۸۳ | خیلی دور، خیلی نزدیک | رضا میرکریمی                    |
| ۱۳۸۴ | کافه ستاره           | سامان مقدم                      |
| ۱۳۸۵ | گوشواره              | وحید موسائیان                   |
| ۱۳۸۵ | سنتوری               | داریوش مهرجویی                  |
| ۱۳۸۵ | دست‌های خالی          | ابوالقاسم طالبی                 |
| ۱۳۸۵ | خون‌بازی              | رخشان بنی‌اعتماد، محسن عبدالوهاب |
| ۱۳۸۵ | پاپیتال              | اردشیر شلیله                    |
| ۱۳۸۵ | مخمصه                | محمدعلی سجادی                   |
| ۱۳۸۷ | مرد                  | سیروس الوند                     |
| ۱۳۸۷ | زادبوم               | ابوالحسن داوودی                 |
| ۱۳۸۷ | دوزخ، برزخ، بهشت     | بیژن میرباقری                   |
| ۱۳۸۸ | زیر آب               | سپیده فارسی                     |
| ۱۳۸۸ | پرسه در مه           | بهرام توکلی                     |
| ۱۳۸۹ | گل‌چهره               | وحید موسائیان                   |
| ۱۳۸۹ | جرم                  | مسعود کیمیایی                   |
| ۱۳۹۰ | بوسیدن روی ماه       | همایون اسعدیان                  |
| ۱۳۹۱ | برلین ۷-             | رامتین لوافی                    |
| ۱۳۹۳ | مزار شریف            | عبدالحسن برزیده                 |
| ۱۳۹۶ | سرو زیر آب           | محمدعلی باشه‌آهنگر               |
| ۱۳۹۷ | زعفرانیه ۱۴ تیر      | سیدعلی هاشمی                    |

### مجموعه تلویزیونی
| سال  | نام مجموعه        | کارگردان         |
| ---- | ----------------- | ---------------- |
| ۱۳۶۳ | پیدایش صهیونیسم   | ناصر یوسفی‌نژاد   |
| ۱۳۸۶ | مدار صفر درجه     | حسن فتحی         |
| ۱۳۸۸ | شمس‌العماره        | سامان مقدم       |
| ۱۳۸۸ | خسته‌دلان          | سیروس الوند      |
| ۱۳۸۸ | جستجوگران         | محمدعلی سجادی    |
| ۱۳۸۹ | در مسیر زاینده‌رود | حسن فتحی         |
| ۱۳۹۰ | سقوط یک فرشته     | بهرام بهرامیان   |
| ۱۳۹۲ | داوران            | احمد امینی       |
| ۱۳۹۲ | یادآوری           | حجت قاسم‌زاده اصل |
| ۱۳۹۶ | نفس               | جلیل سامان       |
| ۱۳۹۶ | دلدادگان          | منوچهر هادی      |
| ۱۳۹۶ | دیوار به دیوار ۲  | سامان مقدم       |
| ۱۳۹۹ | بوم و بانو        | سعید سلطانی      |

### شبکه نمایش خانگی
| سال  | نام             | کارگردان    | نقش         |
| ---- | --------------- | ----------- | ----------- |
| ۱۳۹۵ | عاشقانه         | منوچهر هادی | یونس شکیبا  |
| ۱۳۹۸ | هم‌گناه          | مصطفی کیایی | فرید صبوری  |
| ۱۳۹۹ | گیسو (عاشقانه۲) | منوچهر هادی | یونس شکیبا  |
| ۱۴۰۱ | بی گناه         | مهران احمدی | رشید فرشباف |

### مستند
| سال  | نام                 | سمت  | محصول      |
| ---- | ------------------- | ---- | ---------- |
| ۱۳۹۴ | من ناصر حجازی هستم… | راوی | امیر رفیعی |